# Хадж Али, Башир
Башир Хадж Али (фр. Bachir Hadj Ali, араб. بشير حاج علي‎; 10 декабря 1920 — 8 мая 1991) — алжирский поэт, публицист, теоретик искусства, общественный и политический деятель. Писал на французском языке.

## Биография
Башир Хадж Али родился в Касбе в городе Алжир в скромной семье из Айт-Хаммада (Азеффун) в Кабилии. Учился в коранических и французских школах в Алжире, но, чтобы помочь своей семье, бросил их в 1937 году и затем поступил в педагогическое училище. После демобилизации он вступил в Алжирскую коммунистическую партию (АКП) в 1945 году. В 1948 году он стал главным редактором газеты Liberté, центрального органа АКП, в 1951 году вошёл в секретариат партии и в 1953 году был приговорен колониальным судом к двум годам тюремного заключения за «создание угрозы государственной безопасности».
Оставаясь в бегах на протяжении всей национально-освободительной войны, Башир Хадж Али в 1956 году договорился с Садеком Хаджересом об индивидуальной вхождении в ряды Армии национального освобождения (военного крыла Фронта национального освобождения) «Борцов за освобождение» — военной организации алжирских коммунистов, созданной в 1954 году, за которую он отвечал.
После обретения независимости президент Бен Белла запретил компартию в ноябре 1962 года. Считающийся родоначальником алжирского социалистического искусства Башир Хадж Али, наряду с Мулудом Маммери, Жаном Сенаком, Мурадом Бурбоном, стал одним из основателей Союза алжирских писателей, из которого ушёл в отставку в 1963 году.
Баширу Хадж Али принадлежат работы политического характера: «Что значит быть алжирским революционером в 1963 году» (1963), «Эссе о критике и самокритике» (1964), «Несколько уроков освободительной битвы в Алжире» (1965). Писал и этюды по эстетике и искусству, например, «Суждения о свойствах, истоках, тенденциях алжирской музыки» (1960). Но в основном был известен поэзией (сборник стихов «Песни одиннадцатого декабря» 1963 года), отправной точкой которой служило устное арабо-берберское творчество. 
После захвата власти Хуари Бумедьеном 19 июня 1965 года он создал с представителями левого крыла ФНО Хосином Захуаном и Мохаммедом Харби «Организацию народного сопротивления». В сентябре он был арестован и подвергнут пыткам. Переведённый в ноябре в тюрьму Ламбез, он написал свой стих «Произвол» (L’Arbitraire) на листах туалетной бумаги, которые ему удалось передать из заключения своей жене Люсетт Ларрибер во время её посещений, спрятав в выдолбленных сигаретах. Описывающий пытки, которым он подвергся (и от последствий которых будет страдать последующую жизнь) текст был опубликован в 1966 году издательством Editions de Minuit. После освобождения в 1968 году из тюрьмы Бахир Хадж Али был переведён под домашний арест в Саиде, а затем в Айн-Сефре. Ему запретили находиться в крупных алжирских городах, и он не возвращался в столицу до 1974 года.
Продолжая писать стихи и эссе (в 1970 году появился сборник стихов «…Да пребудет радость»), Башир Хадж Али в 1966 году стал основателем преемницы компартии, Партии социалистического авангарда. С тех пор он вёл активную деятельность, прерываемую с 1980 года прогрессирующей потерей памяти.